# Ngolla 120
Ngolla 120 est un village du Cameroun, situé dans la région de l'Est et dans le département du Boumba-et-Ngoko. Ngolla se trouve dans l'arrondissement de Salapoumbe et fait partie de la commune de Mboman. Le village est aussi connu sous le nom de Moussa's ou Moussā’s.

## Population
Lors du recensement de 2004, Ngolla 120 comptait 345 habitants dont 165 hommes et 180 femmes. En 1964 Ngolla comptait 514 habitants.

## Infrastructures
En 1964, Ngolla se trouvait sur la Route de Yokadouma à Ngatto nouveau et à Moloundou. Il y avait également une école de premier cycle incomplète.